# شيسك
شيسك (بالألمانية وبالبولندية:Cisek) قرية بولندية تقع في جنوب غرب بولندا يبلغ عدد سكان القرية حوالي 1,485 نسمة غالبيتهم من الألمان، وتبعد القرية 47 كيلو مترا عن أبولوسكي، كانت القرية جزءا من ألمانيا قبل عام 1945.